# Protix
A Protix é uma fabricante e fornecedora multinacional de ingredientes de insetos para ração animal e para consumo humano . A empresa opera a maior fábrica de insetos do mundo, localizada em Bergen op Zoom, na Holanda .

## História
A empresa foi fundada em 2009 pelo CEO Kees Aarts. A Protix está sediada em Dongen, Holanda.
Em junho de 2017, a empresa levantou € 45 milhões em financiamento, na época o maior investimento do setor. Em outubro de 2017, a Protix adquiriu a Fair Insects, empresa focada na criação de insetos para consumo humano.
Em junho de 2019, a Protix abriu um novo local em Bergen op Zoom, que é a maior fábrica de insetos do mundo.